# Skanderborg Slotskirke
Skanderborg Slotskirke er den sidste rest af Frederik 2.s ombyggede middelalderborg fra Valdemar den Stores tid. Frederik 2. indrettede i 1572 et kapel i den nye fløj. I 1767, da Skanderborg Slot blev nedrevet, bevaredes Slotskapellet som sognekirke.
Af det oprindelige kirkeinventar er stolegavlene med rigsvåben og prædikestol bevaret.
Tårnet var oprindelig et af slottets flankeringstårne.
Under Slotskirken er den gamle borgkælder indrettet til krypt.
- Kirken set fra syd
- Kirken set fra øst

- Relief i gavlen til våbenhuset
- Det indre af kirken

- Døbefont
- Alter
- Orgel
- Våbenskjolde på kirkestolenes gavle
- Votivskib